# Ligia
Ligia (Fabricius, 1798) è un genere di crostacei isopodi della famiglia Ligiidae.

## Specie
- Ligia australiensis Dana, 1853
- Ligia baudiniana H. Milne Edwards, 1840
- Ligia boninensis Nunomura, 1979
- Ligia cajennensis Koch, 1847
- Ligia cinerascens Budde-Lund, 1885
- Ligia cursor Dana, 1853
- Ligia curvata Vandel, 1948
- Ligia dentipes Budde-Lund, 1885
- Ligia dilatata Brandt, 1833
- Ligia exotica Roux, 1828
- Ligia ferrarai Kersmaekers & Verstraeten, 1990
- Ligia glabrata Brandt, 1833
- Ligia gracilipes Budde-Lund, 1885
- Ligia hachijoensis Nunomura, 1999
- Ligia hawaiensis Dana, 1853
- Ligia italica Fabricius, 1798
- Ligia latissima Verhoeff, 1926
- Ligia litigiosa Wahrberg, 1922
- Ligia malleata Pfeffer, 1889
- Ligia miyakensis Nunomura, 1999
- Ligia natalensis Collinge, 1920
- Ligia novaezealandiae Dana, 1853
- Ligia occidentalis Dana, 1853
- Ligia oceanica (Linnaeus, 1767)
- Ligia pallasii Brandt, 1833
- Ligia pallida Jackson, 1938
- Ligia perkinsi (Dollfus, 1900)
- Ligia philoscoides Jackson, 1938
- Ligia pigmentata Jackson, 1922
- Ligia platycephala (Van Name, 1925)
- Ligia quadrata Thomson, 1879
- Ligia rugosa Jackson, 1938
- Ligia simoni (Dollfus, 1896)
- Ligia vitiensis Dana, 1853
- Ligia yamanishii Nunomura, 1990